# Gotlandija
Gotlandija (švedsko: [ˈjø̂ːtaˌland] ⓘ; tudi Gothia, Gothland, Göteland ali Gautland) je ena od treh pokrajin Švedske in obsega deset regij. Geografsko se nahaja na jugu Švedske, na severu pa ga meji Svealand, mejo pa označujejo globoki gozdovi Tiveden, Tylöskog in Kolmården.
Götaland je nekoč sestavljalo manjše kraljestvo, njihovi prebivalci pa so se v stari nordijski kulturi imenovali Gautar. Vendar se je izraz nanašal predvsem na prebivalstvo sodobnega Västergötlanda. Strinjajo se, da so bili to Geati, ljudstvo junaka Beowulfa v angleškem nacionalnem epu Beowulf.
Sodobna država Švedska se je začela oblikovati, ko so se nekatere regije Gotalandije postopoma vse bolj politično prepletale z regijami Svealanda. Ta proces lahko zasledimo vsaj v 10. stoletju in se je nadaljeval več sto let. Drugi deli sodobne Götalandije so bili takrat bodisi danski bodisi norveški. Regija Småland z zgodovinsko pomembnim mestom Kalmar na obali je bila redko poseljena, status baltskega otoka Gotland pa se je v srednjem veku spreminjal. Bohuslän je najprej postal švedski v 17. stoletju, potem ko je bil odvzet Norveški, približno v istem času, ko je Danska izgubila Skanijo, Halland in Blekinge v korist Švedske.

## Geografija
Globoki gozdovi so v regiji Småland, veliko kmetijskih zemljišč je v Scaniji, nekaj pa tudi v Västergötlandu in Östergötlandu. Obale so običajno relativno ravne in so sestavljene iz arhipelagov ter peščenih plaž. H Gotalandji spadata dva največja otoka Švedske. Tudi dve največji jezeri Švedske sta predvsem v Gotalandiji. Skupna površina je 87.712 km2 s približno 4,4 milijona prebivalcev, vključno z drugim in tretjim največjim urbanim območjem Švedske.

### Regije in okraji
Danes Gotalandija nima upravne funkcije in je tako neuradna entiteta, vendar se na splošno šteje za eno od treh švedskih pokrajin ali delov. Sestavljena je iz desetih regij, ki ohlapno temeljijo na območju, ki je bilo prvotno v pristojnosti prizivnega sodišča Göta (ustanovljeno leta 1634), ki so mu bile v letih 1658–79 dodane skanijske dežele, Gotland in Bohuslän:
- Blekinge
- Bohuslän
- Dalsland
- Gotland (otok)
- Halland
- Skanija
- Småland
- Västergötland
- Öland
- Östergötland

Upravno Švedska ni razdeljena na regije, ampak na okraje (Län). Čeprav je Gotalandija opredeljen v smislu zgodovinskih regij in ne okrajev, v grobem obsega sodobne okraje Blekinge, Gotland (otok), Halland, Jönköping, Kalmar, Kronoberg, Östergötland, Skania in Västra Götaland.